# Toon Tellegen (verzetsstrijder)
Antonius Otto Hermanus Tellegen (Zwolle, 25 mei 1907 – Overveen, 23 oktober 1943) was een Nederlandse arts en verzetsman. Hij werd Antoon of Toon genoemd.

## Biografie
Tellegen werd geboren in Zwolle als zoon van Reinoldus Jacobus Josephus Maria Tellegen, fabrikant, en Carolina Maria Alida Kolfschoten. Hij was opgeleid tot reserveofficier bij de Bereden Artillerie en had de rang van reserve Eerste luitenant. Toen er in 1938 een tekort aan militaire artsen was, meldde Tellegen zich aan. Hij werd op 25 juli 1938 benoemd tot officier der tweede klasse.

### Oorlogsjaren
Tijdens de meidagen van 1940 werd Tellegen overgeplaatst naar het hoofdkantoor van het Rode Kruis in Den Haag. Toen Duitse jachtbommenwerpers hem op zijn motor beschoten, verloor hij de macht over zijn stuur. Hij raakte ernstig verwond en werd op 4 oktober uit de militaire dienst ontslagen. Op 1 januari 1941 werd hij directeur van de Geneeskundige en Gezondheidsdienst in Zeist. Hij trouwde in Oosterbeek op 31 juli 1935 met Henriette Catherine Westerouen van Meeteren. Ze kregen vijf kinderen. Hij hielp mensen door hen af te keuren als ze werden opgeroepen om naar Duitsland te gaan voor de Arbeitseinsatz.
In mei 1942 werden beroepsofficieren naar krijgsgevangenkamp Stanislau in Duitsland gebracht. Tellegen ging vrijwillig mee. Het was een lange en oncomfortabele treinreis, maar er werden dubbele rantsoenen brood uitgedeeld. Na een reis van ruim 100 uren kwam de trein in Stanislau aan. Van het station volgde een mars van 40 minuten in stromende regen. De kazerne was een voormalige tuchtschool en daarna kazerne met dikke muren. De Russen hadden de kazerne laten afbranden, maar hij werd in 1942 weer opgeknapt.
Tellegen keerde op 29 augustus naar Nederland terug. Hij werd overstelpt door familieleden van de gevangen officieren, en gaf hun in de maand september verslag tijdens bijeenkomsten in Den Haag, Velp, Nijmegen en Den Bosch. De Duitsers, met name Hanns Rauter, waren hierover ontstemd en op verzoek van het Rode Kruis stopte hij ermee.
Tellegen was betrokken bij het verzet. Hij zette een medische organisatie op binnen de OD, hielp mensen aan een onderduikadres, en op zijn motorfiets bracht hij berichten naar Amsterdam en Utrecht en verkende hij Duitse stellingen. Ook onderhield hij contacten met spionagegroepen in Hoek van Holland en Rozenburg. Hij kon als arts over een auto beschikken. Ten slotte verzorgde hij de distributie van Vrij Nederland in het district Zeist
Tellegen had contact met de Vliegende Brigade, een Gooise verzetsgroep die in 1942 was opgericht door Johan Kemper. Ze hielden zich bezig met sabotage en spionage en zonden hun bevindingen naar Londen eerst via de Dienst Wim, later via Louis Boissevain en ten slotte via de OD.
Doordat zijn naam bekend werd bij een van zijn koeriers, en daardoor bij een medewerkers van de verkenningsgroep, werd zijn naam prijsgegeven toen een van hen werd verhoord. Hij werd op 7 oktober 1943 thuis gearresteerd. Hij werd overgebracht naar het Huis van Bewaring aan de Weteringschans in Amsterdam, waar hij op 22 oktober ter dood veroordeeld werd.
Tellegen werd op 23 oktober 1943 gefusilleerd met zeven leden van de Vliegende Brigade: Johan Kemper, Martinus en Karel Raben, Johan Schimmel, Willy van Breukelen, Herman Ruys en Abraham Kornelis Kuiper. Ze liggen begraven op de Erebegraafplaats Bloemendaal samen met Hermans broer Hugo Ruys, die behoorde tot de groep die gefusilleerd werd als represaille voor de aanslag op Hanns Rauter.

## Onderscheidingen
- Verzetskruis op 2 oktober 1952[3]
- Yad Vashem onderscheiding (nr.103) in 1965[4]
- Zijn naam staat vermeld op de Erelijst van Gevallenen 1940-1945.[5]